# Аэрофиты

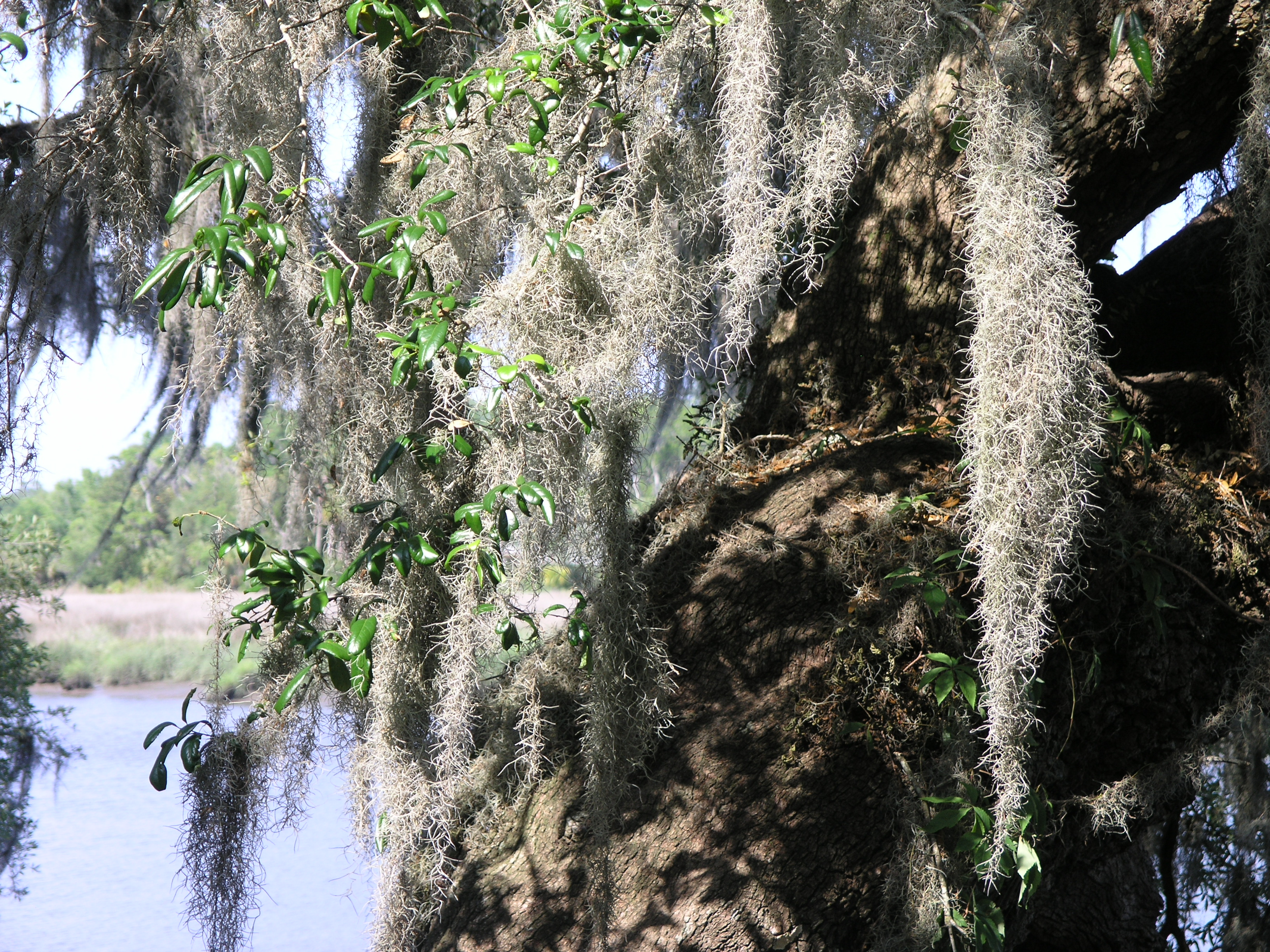
Группа тилландсий уснеевидных, закрепившаяся на магнолии

Аэрофи́ты (от др.-греч. ἀήρ «воздух» + φυτόν «растение») — в узком значении: категория растений, у которых все органы находятся в воздушной среде и получают влагу и необходимые для жизнедеятельности питательные вещества из воздуха.

## Описание
Цветковые аэрофиты обычно рассматривают как подгруппу эпифитов; главное отличие от последних в том, что аэрофитам корни служат лишь для закрепления.
Наиболее примечательным видом, относимым к аэрофитам, является тилландсия уснеевидная (так называемый «луизианский мох»). Это цветковое растение из семейства Бромелиевые в ходе эволюции почти полностью лишилось корней; корневая система редуцирована, присутствует лишь у молодых растений и служит для закрепления на коре деревьев. Тонкие стебли и нитевидные листья густо покрыты сероватыми чешуйками, при помощи которых растения задерживают влагу и пыль и усваивают из неё питательные вещества.
Другие цветковые аэрофиты по морфологическим признакам напоминают тилландсию уснеевидную: редуцированная или отсутствующая корневая система и наличие специальных приспособлений для удержания мельчайших частиц пыли. К аэрофитам относятся некоторые другие виды бромелиевых, а также некоторые виды орхидных. Характерным местообитанием аэрофитов являются влажные тропические леса.
Среди нецветковых аэрофитов — водоросли (количество видов немногочисленно), некоторые лишайники и мхи. Мхи в тропических лесах могут закрепляться не только на стволах, но и на листьях деревьев. Аэрофитные лишайники и мхи в состоянии переносить длительную засуху и даже полное высыхание, находясь в состоянии анабиоза. Среди лишайников-аэрофитов примечательна так называемая «лишайниковая манна» (виды рода Aspicilia): её слоевища съедобны; не закреплённые на чём-либо, они могут переноситься ветром на многие километры. Возможно, она послужила основанием для библейского предания о манне небесной.
Иногда в более широком смысле под аэрофитами понимаются растения, требовательные к газообмену в субстрате (к таковым можно отнести большинство эпифитов).